# Одишка
Оди́шка (рос. Одышка) — присілок у складі Бердюзького району Тюменської області, Росія.
Населення — 120 осіб (2010, 215 у 2002).
Національний склад станом на 2002 рік:
- росіяни — 92 %